# Stratovarius (musikalbum)
Stratovarius är det finska power metal-bandet Stratovarius elfte studioalbum, utgivet i september 2005 på Sanctuary Records, samt i Japan på Victor i augusti samma år. Albumet föregicks av singeln "Maniac Dance".
Stratovarius tillkom under en för bandet mycket turbulent period. Gitarristen Timo Tolkki tampades med psykisk ohälsa, och gruppen låg i konflikt med sitt dåvarande skivbolag. Detta ledde till interna slitningar. Basisten Jari Kainulainen lämnade bandet samma år, och Tolkki tre år senare.
På omslaget till bandets studioalbum Survive från 2022 ses ett trasigt exemplar av skivan ligga på en sophög.

## Låtlista
1. "Maniac Dance" – 4:35
2. "Fight!!!" – 4:03
3. "Just Carry On" – 5:28
4. "Back to Madness" – 7:43
5. "Gypsy in Me" – 4:28
6. "Götterdämmerung (Zenith of Power)" – 7:13
7. "The Land of Ice and Snow" – 3:05
8. "Leave the Tribe" – 5:42
9. "United" – 7:02

## Medverkande
Musiker
- Timo Kotipelto – sång
- Timo Tolkki – gitarr
- Jari Kainulainen – basgitarr
- Jens Johansson – keyboard
- Jörg Michael – trummor

Bidragande musiker
- Michael Majalahti – berättarröst
- Max Lilja – cello
- Petri Bäckström – sång
- Pasi Rantanen – bakgrundssång
- Marko Vaara – bakgrundssång
- Kimmo Blom – bakgrundssång
- Anssi Stenberg – bakgrundssång

Produktion
- Timo Tolkki – producent, inspelningstekniker, mixning
- Svante Forsbäck – mastering
- Mattias Norén – omslagskonst
- Sander Nebeling – design
- Claudia Vaihinger – foto
- Alex Kuehr – foto